# Vallée de la Senne (région)
Pour les articles homonymes, voir Vallée de la Senne.

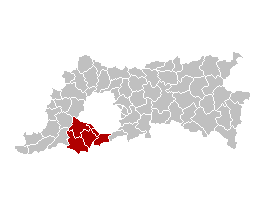
Commune dans lesquelles se trouve la vallée de la Senne

La vallée de la Senne est une région de la province belge du Brabant flamand et fait partie de la ceinture verte. Il est situé entre Bruxelles et la frontière linguistique et de la Senne à la forêt de Soignes. La région est caractérisée par des pentes boisées et de nombreux ruisseaux. Elle est souvent associée avec le Pajottenland voisin.
La région est située dans les communes de Beersel, Drogenbos, Hal, Linkebeek, Rhode-Saint-Genèse et Leeuw-Saint-Pierre.
Les levures sauvages, Brettanomyces bruxellensis et Brettanomyces lambicus se trouvent dans la vallée de la Senne et sont utilisées pour la préparation de Lambic et de la gueuze une bière unique à la vallée de la Senne, également dans sa partie bruxelloise, et au Pajottenland.